# Осада Парижа (885—886)
Осада Парижа (фр. Siège de Paris) — осада Парижа армией викингов в 885—886 годах.
Франкам удалось отстоять Париж. Однако, викинги ушли лишь после того, как им выплатили 700 ливров серебра. Также викингам разрешили беспрепятственно проплыть по Сене.

## Предыстория

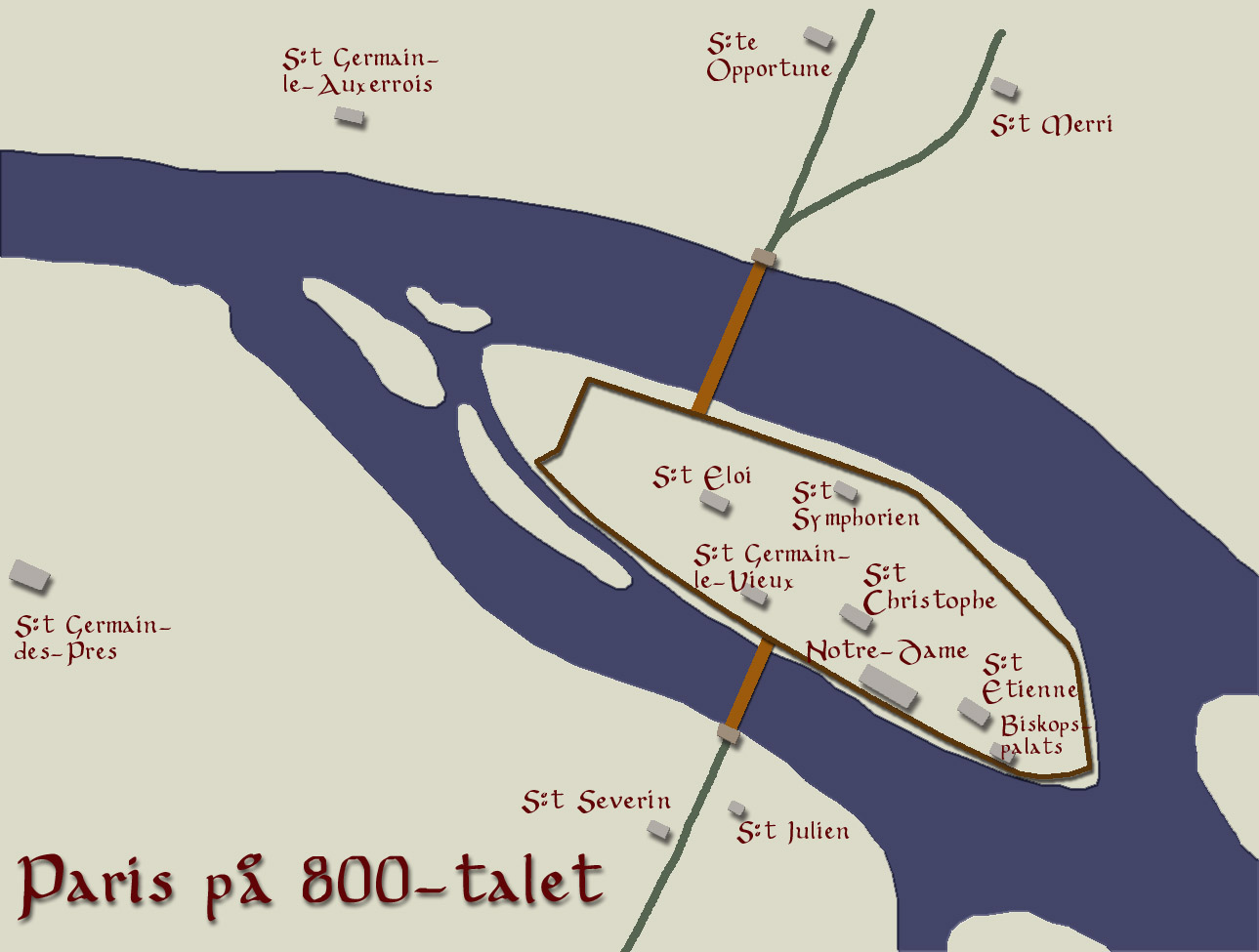
Карта Парижа в IX веке

В 843 году, согласно Верденскому договору, Франкское государство было разделено на 3 части: Срединную, Восточную и Западную. Париж являлся столицей Западно-Франкского королевства. Сам город располагался на острове и соединялся с берегами с помощью двух мостов. Мосты охранялись башнями.
С VIII века отряды норвежских, шведских и датских викингов совершали набеги и военные походы в европейские страны. В 845 году они впервые дошли до Парижа и, после непродолжительной осады, разграбили его. Нападения на французские земли продолжились и в последующие годы. В 881 году король Людовик III сумел нанести викингам поражение в битве под Сокур-ан-Вимё.

## Осада

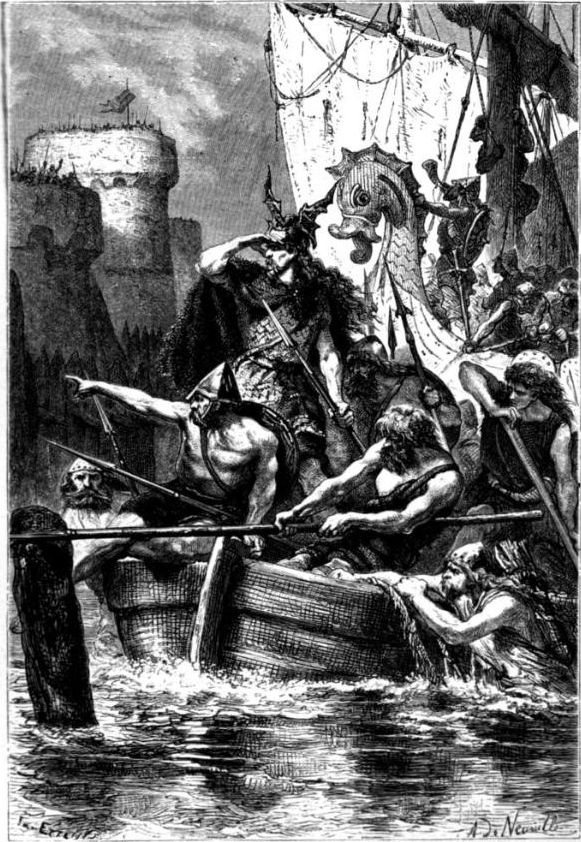
Норманны на кораблях

В ноябре 885 года сотни кораблей викингов подошли к Парижу. Один из предводителей захватчиков, Зигфрид, потребовал дань у французов, но получил отказ. Тогда норманны осадили город. Их армия насчитывала 700 кораблей и 40 тысяч человек. Данные о численности приведены согласно Аббону Горбатому. Ряд историков считает, что эти значения сильно завышены. В частности, некоторыми историками говорится о численности в 300 кораблей.
Обороной города руководили Эд, граф Парижа, и Гозлен, епископ города. В их распоряжении было около 200 воинов.
26 ноября 885 года викинги атаковали северо-восточную башню с помощью баллист, патерелл и катапульт. Все атаки викингов за этот день были отбиты. Ночью парижане построили ещё один этаж на башне. 27 ноября викинги атаковали город с помощью тарана и огня, но безрезультатно. Потерпев неудачу, викинги отступили и построили лагерь на правом берегу Сены.
В январе 886 года викинги попытались заполнить реку мусором и телами мёртвых животных и пленников, чтобы обойти башню. Это продолжалось в течение двух дней. На третий день они подожгли три корабля и направили их к деревянному мосту. Корабли сгорели, прежде чем мост вспыхнул. 6 февраля, в результате дождей, река, заваленная мусором, вышла из берегов и снесла опоры моста. Малый мост рухнул. Северо-восточная башня оказалась изолирована с двенадцатью защитниками внутри. Викинги захватили башню, убив всех её защитников.

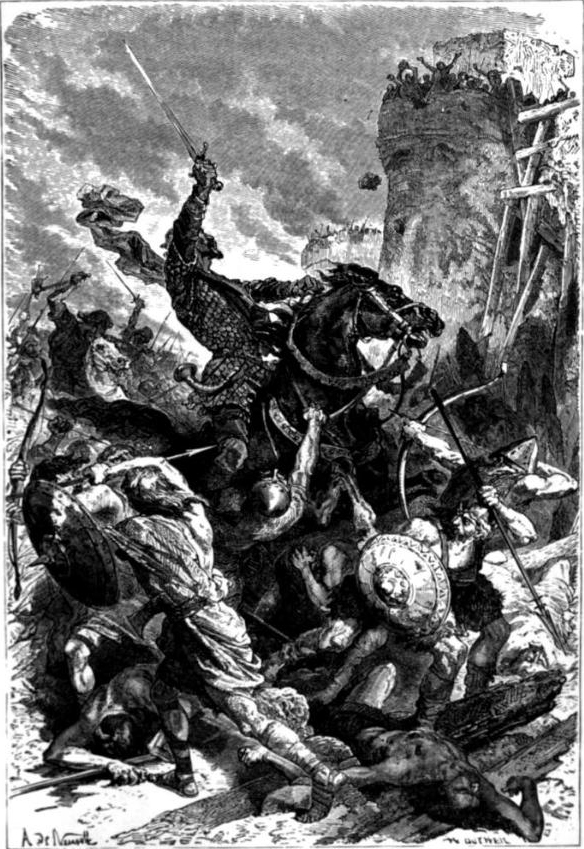
Эд прорывается в Париж через осаждающих, Альфонс де Нёвиль (1883)

Часть викингов продолжила осаду. Многие отправились дальше — грабить Ле-Ман, Шартр, Эврё и Луару. Этим воспользовался граф Эд. Он вырвался из города и отправился в Италию, просить помощи у короля Карла III. Франкская армия, под предводительством маркиза Генриха, двинулась на Париж. Моральный дух осаждающих падал. Зигфрид запросил 60 фунтов серебра дани и, в апреле, снял осаду. Другая часть викингов, под командованием Роллона, осталась. В мае в городе стала распространяться чума. Чуть ранее, 16 апреля, умер один из главных организаторов обороны города — епископ Гозлен. Тогда Эд пробился через ряды скандинавов и снова попросил помощи у короля. Карл III обещал помочь и, вместе с Генрихом, отправился к городу. Эд с боем вернулся в крепость. Викингам удалось схватить и убить маркиза Генриха.
Летом викинги предприняли последний штурм, но были отбиты. Императорская армия прибыла к городу в октябре. Карл окружил армию Роллона и разбил лагерь на Монмартре. Однако, Карл не собирался вступать в бой. Король позволил викингам плыть вверх по Сене и разорять Бургундию, не признававшую его власти. Следующей весной Карл выплатил викингам, как и обещал, 700 ливров серебра.

## Последствия
Парижане, во главе с Эдом, отказались пропускать захватчиков по Сене. Викингам пришлось тащить свои лодки по суше до Марны.
В 888 году Карл III умер. Новым королём стал Эд.

## В массовой культуре
Осада Парижа — один из центральных эпизодов исторического романа А. А. Говорова «Последние Каролинги».
В 8-й серии 3-го сезона художественного сериала «Викинги» показали осаду Парижа.
Данному событию посвящено отдельное дополнение к игре Assassin’s Creed Valhalla, изданное французской компанией Ubisoft в 2021 году.